# Гринівська волость
Гринівська волость — адміністративно-територіальна одиниця Роменського повіту Полтавської губернії з центром у селі Гринівка.
Станом на 1885 рік складалася з 35 поселень, 3 сільських громад. Населення — 7215 осіб (3505 чоловічої статі та 3710 — жіночої), 1068 дворових господарства.
|                     | Площа, десятин | У тому числі орної, дес. |
| ------------------- | -------------- | ------------------------ |
| Сільських громад    | 8594           | 6997                     |
| Приватної власності | 976            | 583                      |
| Казенної власності  | 426            | —                        |
| Іншої власності     | 41             | 7                        |
| Загалом             | 10037          | 7587                     |

Основні поселення волості:
- Гринівка — колишнє державне село при річці Хустці за 32 верст від повітового міста, 1400 осіб, 199 дворів, православна церква, постоялий будинок, лавка, 33 вітряних млини, 6 маслобійних заводи.
- Беседівка — колишнє державне село при річці Хустці, 1500 осіб, 249 дворів, православна церква, 3 постоялих будинки, 2 маслобійних заводи.
- Томашівка — колишнє державне село при річці Бишкінь, 2400 осіб, 356 дворів, православна церква, 3 постоялих будинків, 38 вітряних млинів, 4 маслобійних заводи.

Старшинами волості були:
- 1900 року — запасний унтер-офіцер Макар Миронович Матвієнко[2];
- 1904 року — козак Василь Степанович Болотний[3];
- 1907 року — запасний рядовий Марко Кирилович Середа[4];
- 1913 року — І. Ф. Пичкур[5];
- 1915 року Пилип Семенович Панченко[6];
- 1916 року — Кузьма Степанович Негрейко[7].